# بل کامن
بل کامن (به بلغاری: Bel Kamen) یک منطقهٔ مسکونی در بلغارستان است که در استان بلاگووگراد واقع شده‌است.